# Matti Sippala
Matti Kalervo Sippala (Hollola, 11 marzo 1908 – Kotka, 22 agosto 1997) è stato un giavellottista e multiplista finlandese.
Nel 1932 conquistò il record mondiale in questa specialità con un lancio lungo 70,02 m, andando a battere il connazionale Matti Järvinen. Lo stesso anno prese parte ai Giochi olimpici di Los Angeles, dove conquistò la medaglia d'argento con 69,80 m, mentre Järvinen, classificatosi primo, lanciò a 72,71 m. Il suo record personale lo ottenne nel 1934 a Riga, in Lettonia, con 70,54 m. Sempre nel 1934 vinse la medaglia d'argento ai campionati europei di Torino, ancora una volta alle spalle di Järvinen.
Sippala fu anche un buon multiplista: fu medaglia d'argento nel decathlon ai campionati finlandesi del 1930, ma non competé mai a livello internazionale in questa disciplina.

## Record nazionali
- Lancio del giavellotto: 70,02 m  ( Finlandia, 1932)

## Palmarès
| Anno | Manifestazione  | Sede        | Evento                 | Risultato | Prestazione | Note |
| ---- | --------------- | ----------- | ---------------------- | --------- | ----------- | ---- |
| 1923 | Giochi olimpici | Los Angeles | Lancio del giavellotto | Argento   | 69,80 m     |      |
| 1934 | Europei         | Torino      | Lancio del giavellotto | Argento   | 69,97 m     |      |

## Campionati nazionali
1930
- Oro ai campionati finlandesi di atletica leggera - decathlon